# 3909-es busz
A 3909-es jelzésű autóbuszvonal egy Sátoraljaújhely – Kácsárd – Sátoraljaújhely útvonalon közlekedő helyközi (kör)járat, amelyet a Volánbusz Zrt. üzemeltet hétfőtől szombatig.

## Útvonala
Sátoraljaújhely vasútállomásáról indul. Északnyugati irányban szeli át a várost Pálháza felé, a hetek utolsó tanítási napján egy indítás Széphalomra is kitér. Balra kanyarodik a Zemplén-hegység szívében található Rudabányácskára, majd az innen 10 percre található Károlyfalvára. 700 méteren belül kiér a 37-es főútra, és a Várhegyen át közelíti meg ismét Sátoraljaújhelyet. Indulási pontjánál, a vasútállomásnál végállomásozik.
Ellentétes irányban útvonala változatlan.

## Közlekedése
Indításszáma alacsony, viszont nagyon fontos szerepet játszik az egykori községek kiszolgálásában. Munkanapokon általában 2-3 busz jár ki a legfőképp turisztikai szempontból népszerű településekre, szombaton 2. Irányát tekintve mind a két irányból közlekedik, de mint körjárat, a határmenti város állomására.
| Útvonal                                               | Indításszáma | Közlekedése                 |
| ----------------------------------------------------- | ------------ | --------------------------- |
| Sátoraljaújhely, vá. – Kácsárd – Sátoraljaújhely, vá. | 3 darab      | tanévben: hétfő – csütörtök |
| Sátoraljaújhely, vá. – Kácsárd – Sátoraljaújhely, vá. | 4 darab      | tanévben: péntek            |
| Sátoraljaújhely, vá. – Kácsárd – Sátoraljaújhely, vá. | 2 darab      | tanszünetben munkanapokon   |
| Sátoraljaújhely, vá. – Kácsárd – Sátoraljaújhely, vá. | 2 darab      | szombaton                   |

## Megállóhelyei
| 0                                                | Sátoraljaújhely, vasútállomás végállomás | 0.0 km  | 1449 3729, 3870, 3900, 3901, 3903, 3907, 3919, 3920, 3923, 3925, 3929, 3930 Füzér InterCity, Zemplén InterCity, személyvonat – Sátoraljaújhely [80.] |
| 1                                                | Sátoraljaújhely, Kossuth utca 33.        | 0.5 km  | 1449 3870, 3871, 3900, 3901, 3903, 3907, 3919, 3920, 3923, 3924, 3925, 3929, 3930                                                                    |
| 2                                                | Sátoraljaújhely, Hősök tere              | 0.9 km  | 1449 3870, 3871, 3900, 3901, 3903, 3907, 3919, 3920, 3923, 3924, 3925, 3929, 3930                                                                    |
| 3                                                | Sátoraljaújhely, közgazdasági iskola     | 2.2 km  | 1449 3870, 3871, 3900, 3901, 3903, 3907, 3929, 3930                                                                                                  |
| 4                                                | Sátoraljaújhely, Kazinczy utca 70.       | 2.6 km  | 1449 3870, 3871, 3900, 3901, 3903, 3907, 3929, 3930                                                                                                  |
| 5                                                | Sátoraljaújhely, Kazinczy utca 138.      | 3.5 km  | 1449 3870, 3871, 3900, 3901, 3903, 3907, 3929, 3930                                                                                                  |
| 6                                                | Sátoraljaújhely, torzsás                 | 3.8 km  | 1449 3870, 3871, 3900, 3901, 3903, 3907, 3929, 3930                                                                                                  |
| A hetek utolsó tanítási napján 1 indítás érinti. |                                          |         | |
| ∫                                                | Sátoraljaújhely, Tesco                   | ∫       | 3870, 3871, 3900, 3901, 3903, 3907, 3929, 3930 |
| ∫                                                | Sátoraljaújhely, Mezőgép Vállalat        | ∫       | 3870, 3871, 3900, 3901, 3903, 3907, 3929, 3930 |
| ∫                                                | Széphalom, autóbusz-váróterem            | ∫       | 3870, 3871, 3900, 3901, 3903, 3907, 3929, 3930 |
| ∫                                                | Sátoraljaújhely, Mezőgép Vállalat        | ∫       | 3870, 3871, 3900, 3901, 3903, 3907, 3929, 3930 |
| ∫                                                | Sátoraljaújhely, Tesco                   | ∫       | 3870, 3871, 3900, 3901, 3903, 3907, 3929, 3930 |
| 7                                                | Rudabányácska, Fő utca                   | 7.5 km  | 3903, 3907 |
| 8                                                | Kácsárdtető                              | 10.5 km | – |
| 9                                                | Kácsárdtanya                             | 11.9 km | – |
| 10                                               | Károlyfalva, vegyesbolt                  | 13.8 km | 3870 |
| 11                                               | Károlyfalva bejárati út                  | 14.5 km | 1449 3729, 3870, 3871, 3930 |
| 12                                               | Köveshegy                                | 15.8 km | 1449 3729, 3870, 3871, 3930 |
| 13                                               | Várhegy                                  | 18.4 km | 1449 3729, 3870, 3871, 3930 |
| 14                                               | Sátoraljaújhely, telefongyár             | 19.8 km | 1449 3729, 3870, 3871, 3930 |
| 15                                               | Sátoraljaújhely, vasútállomás végállomás | 20.8 km | 1449 3729, 3870, 3900, 3901, 3903, 3907, 3919, 3920, 3923, 3925, 3929, 3930 Füzér InterCity, Zemplén InterCity, személyvonat – Sátoraljaújhely [80.] |